# Nissi
Nissi (Nissi vald) est une commune rurale d'Estonie au sud-ouest de la région d'Harju, au nord-ouest du pays, à environ 45 km de Tallinn. Sa superficie est de 264,9 km2 et sa population, en diminution est de 3008 habitants(01/01/2012),. 

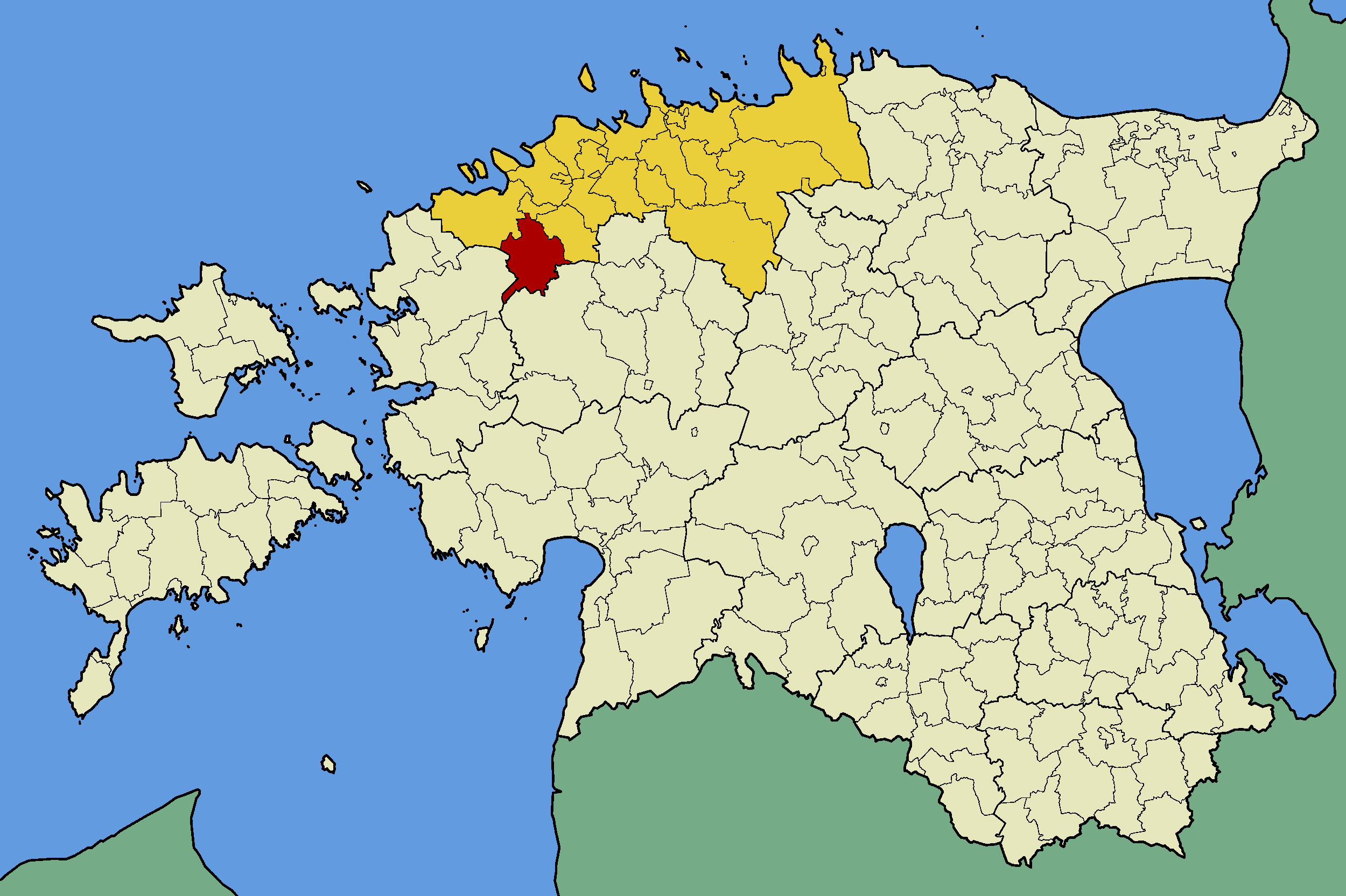
Commune de Nissi (rouge)
dans le Harjumaa (jaune).

Son chef-lieu administratif est Riisipere (autrefois: Riesenberg), connu pour son château. La commune tient son nom du hameau de Nissi, aujourd'hui partie de Riisipere.

## Municipalité
Outre les bourgs de Riisipere et de Turba, la commune comprend les villages suivants: Aude, Ellamaa, Jaanika, Kivitammi, Lehetu, Lepaste, Madila, Munalaskme, Mustu, Nurme, Odulemma, Rehemäe, Siimika, Tabara,  Ürjaste, Vilumäe et Viruküla.